# Real Sociedade Geográfica (Reino Unido)

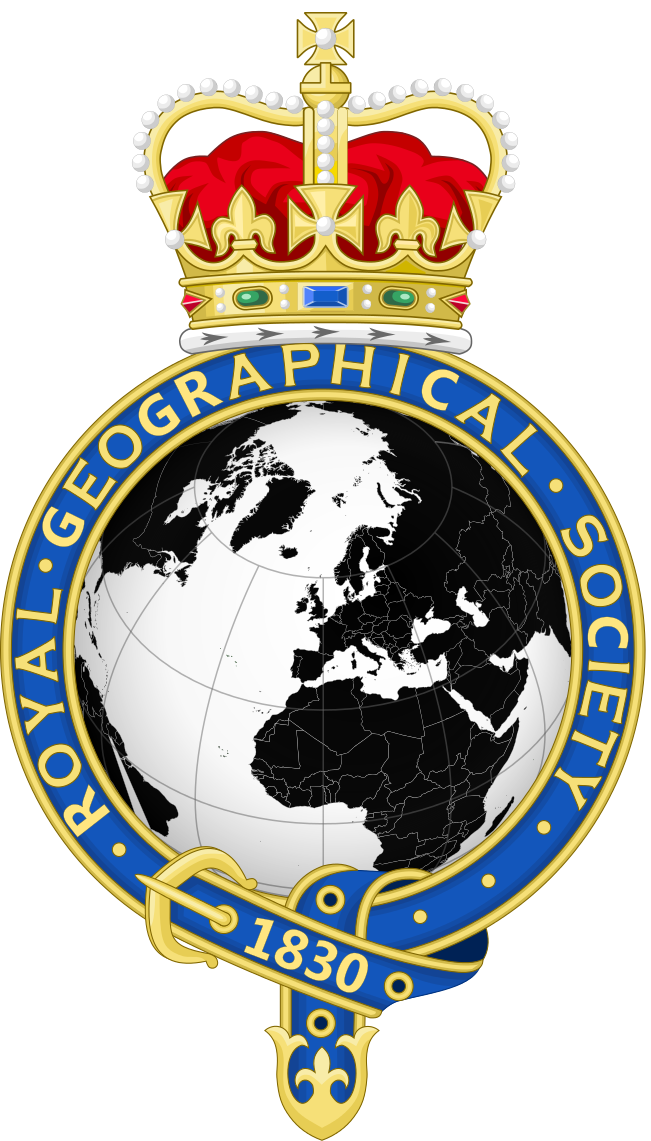
Emblema.

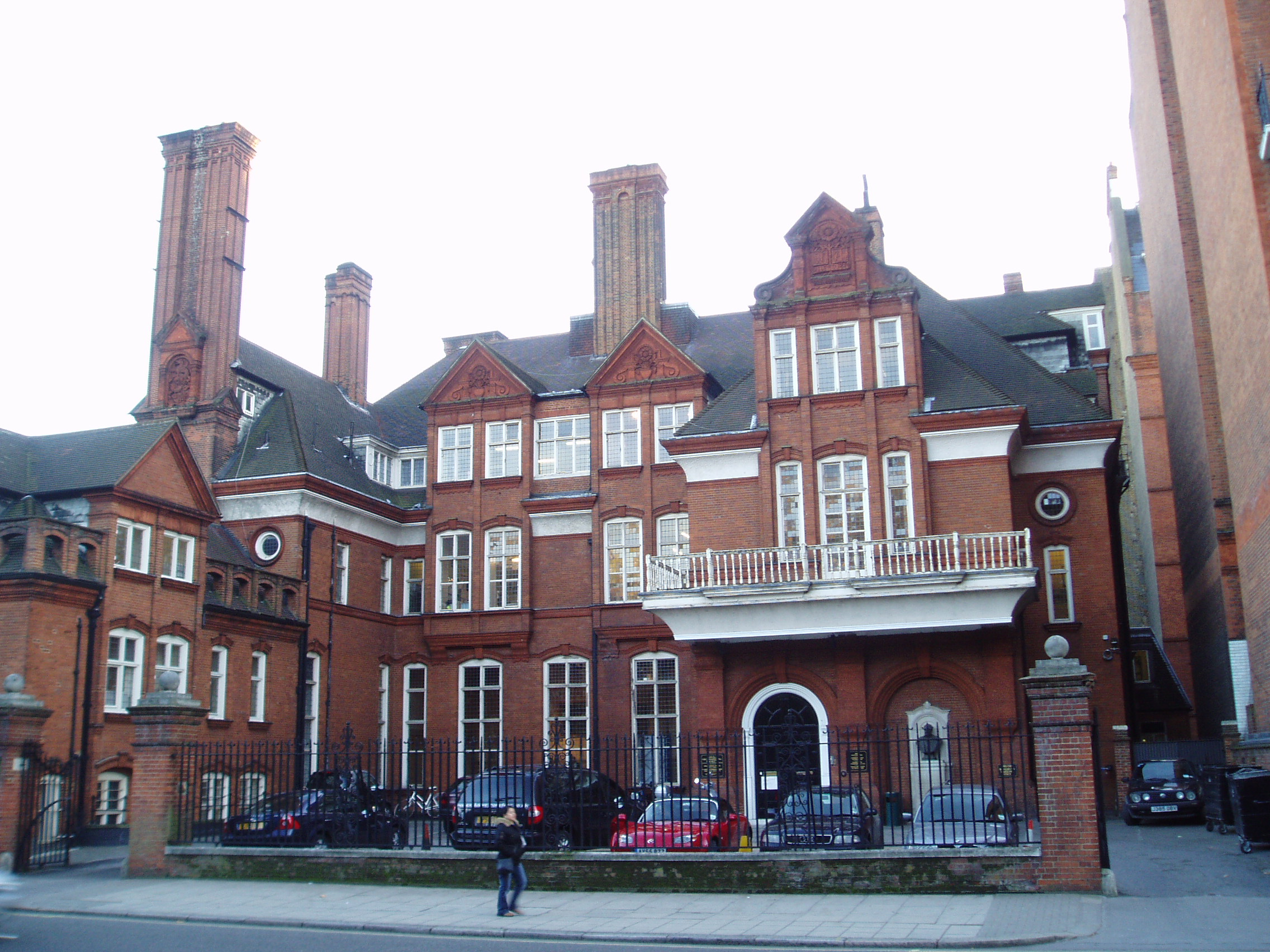
Lowther Lodge, sede da Royal Geographical Society, projetada por Richard Norman Shaw

A Real Sociedade Geográfica (em inglês:  Royal Geographical Society), originalmente chamada de Geographical Society of London, é uma sociedade erudita fundada no Reino Unido em 1830, com o patrocínio do Guilherme IV. Absorveu, com sua criação, a Association for Promoting the Discovery of the Interior Parts of Africa ("Associação para a Promoção e a Descoberta das Partes Interiores da África", fundada por sir Joseph Banks em 1788), assim como o Raleigh Club e a Palestine Association. Em 1859, recebeu seu estatuto real dado pela Rainha Vitória.